# Jennifer Heil
Jennifer Heil (* 11. April 1983 in Spruce Grove, Alberta) ist eine kanadische Freestyle-Skierin, die besonders in den Buckelpisten-Disziplinen Moguls und Dual Moguls zu den erfolgreichsten Athletinnen überhaupt zählt. Sie ist Olympiasiegerin, Gesamtweltcupsiegerin und vierfache Weltmeisterin.

## Biografie
Mit zwei Jahren stand Heil erstmals auf Skiern. Ihr Vater, ein Rechtsanwalt, brachte der Kanadierin und ihrer Schwester die Grundlagen bei. Jene begannen neunjährig mit dem Moguls-Sport. Bereits mit 13 Jahren bestritt Heil im Februar 1997 ihre ersten internationalen Wettkämpfe im Nor-Am Cup. Dort erreichte sie schon früh gute Platzierungen und kam im Januar 1999 in Le Relais als Zweite zum ersten Mal auf das Podium. Nachdem sie im Februar des gleichen Jahres in Fortress Mountain den Sieg im Dual Moguls errungen hatte – womit sie den Nor-Am Cup in jener Disziplin gewann –, debütierte sie zu Beginn des Winters 1999/2000 im Freestyle-Skiing-Weltcup. Dort kam sie jedoch zunächst nur zu einem Einsatz, den sie als 29. und damit Vorletzte beendete.
Im Weltcup 2000/01 gelang Heil dann der Durchbruch in die Weltspitze. Sie platzierte sich mehrmals in Folge unter den Top Ten und schaffte im Januar 2001 zum ersten Mal den Sprung auf das Weltcup-Podium, indem sie Zweite von Mont Tremblant wurde. Zudem gewann sie, wie schon im Vorjahr, die kanadischen Meistertitel sowohl im Moguls als auch im Dual Moguls. So kam es wenig überraschend, als sich die Newcomerin als beste Kanadierin bei der Weltmeisterschaft 2001 als Siebte im Moguls zeigte. Nach der Weltmeisterschaft folgte ein weiterer Podestplatz in Himos, wo sie Dritte wurde. Insgesamt klassierte sie sich im Disziplinenweltcup auf dem vierten Rang, im Gesamtweltcup reihte sie sich als Achte ein. Dank ihrer großen Erfolge gleich in der ersten Saison wurde sie als Rookie of the Year ausgezeichnet.
Im Jahr 2001 wurde Dominick Gauthier Heils Trainer; diese Bindung hält bis heute an. Die Saison 2001/02 begann wenig erfolgreich für Heil, die jedoch schon im Januar 2002 wieder in gute Form kam und in Oberstdorf als Dritte erneut das Podest erreichte. Als eine der jüngsten Athletinnen im gesamten Team Kanada reiste sie zu den Olympischen Winterspielen in Salt Lake City. Dort zeigte sie als erste Freestyle-Skierin überhaupt das 360 iron cross, bei dem sie sich halb dreht, die Skispitzen nach unten stellt und kreuzt und – bevor sie die Drehung vollendet – wieder auseinander nimmt. Als Vierte unter 29 Teilnehmerinnen verpasste sie eine olympische Medaille nur knapp um einen Hundertstelpunkt. Unmittelbar nach Olympia feierte sie in Inawashiro den ersten Weltcupsieg, es folgte noch ein weiterer zweiter Rang im Dual Moguls. In den Gesamtwertungen der beiden Disziplinen gelang ihr der vierte Rang im Dual Moguls und der sechste im Moguls.
Während der Saison 2002/03 startete Heil bei keinen internationalen Wettkämpfen, da sie wie zwei andere kanadische Athleten einzeln trainierte. Der Weltcup 2003/04 verlief für sie sehr erfolgreich. Innerhalb der ersten fünf Rennen kam sie viermal unter die besten Zwei, darunter zwei Siege. Auch danach erreichte sie noch fünfmal das Podium und triumphierte ein weiteres Mal. Mit diesen guten Leistungen errang sie zum ersten Mal den Titel im Moguls-Weltcup, was ihr auch in den beiden folgenden Saisons gelang. Noch erfolgreicher als im Vorwinter startete Heil in der Saison 2004/05, in der sie sogar fünfmal siegte. So nahm sie als eine der Favoritinnen an der Weltmeisterschaft 2005 teil, wo sie zwar im Moguls nur Fünfte wurde, sich im Dual Moguls jedoch die Goldmedaille sicherte.
Der Winter 2005/06 wurde zu Heils erfolgreichstem. In den sieben Moguls-Weltcups vor Olympia gewann Heil zweimal und wurde viermal Zweite. Bei den Olympischen Winterspielen 2006 ließ sie gleich am ersten Wettkampftag Titelverteidigerin Kari Traa keine Chance und gewann mit 0,85 Punkten Vorsprung die Goldmedaille. Dazu meinte die Kanadierin, die bei der Siegerehrung fälschlicherweise als US-Amerikanerin aufgerufen worden war: „Ein Traum ist für mich in Erfüllung gegangen. Dafür habe ich so lange, so hart gearbeitet.“ Nach den Olympischen Spielen gewann sie zwei weitere Weltcups, außerdem wurde sie wieder kanadische Meisterin. Auch im Weltcup 2006/07 gelangen ihr einige Erfolge, so etwa eine Siegesserie von sechs Weltcups in Folge. Außerdem wurde sie erneut Weltmeisterin im Dual Moguls und gewann WM-Silber im Moguls. Nachdem Heil die Saison 2007/08 aus Gesundheitsgründen ausgelassen hatte, gelang ihr im Weltcup 2008/09 ein weiterer Sieg. Bei den Weltmeisterschaften 2009 gewann sie auf der Buckelpiste die Silbermedaille.
In der Saison 2009/10 dominierte Heil wiederum den Weltcup. Mit vier Siegen, zwei zweiten und zwei dritten Plätzen entschied sie die Disziplinenwertung deutlich für sich. Im Gesamtweltcup belegte sie den dritten Platz. Nicht ganz ihrer Favoritenrolle gerecht wurde sie bei den Olympischen Winterspielen 2010: Im Moguls-Wettbewerb in Cypress Mountain bei Vancouver musste sie sich der US-Amerikanerin Hannah Kearney geschlagen geben und gewann die Silbermedaille. Der Zweikampf mit Kearney setzte sich in der Saison 2010/11 fort. Heil hatte dabei im Weltcup meist das Nachsehen und verfehlte sechsmal den Sieg knapp. Hingegen gelang ihr bei der Weltmeisterschaft 2011 in Deer Valley die Revanche, als sie im Moguls-Wettbewerb Kearney die Goldmedaille gewann. Wenige Tage später wurde sie zum dritten Mal Dual-Moguls-Weltmeisterin.

## Erfolge

### Olympische Spiele
- Salt Lake City 2002: 4. Moguls
- Turin 2006: 1. Moguls
- Vancouver 2010: 2. Moguls

### Weltmeisterschaften
- Whistler 2001: 7. Moguls
- Ruka 2005: 1. Dual Moguls, 5. Moguls
- Madonna di Campiglio 2007: 1. Dual Moguls, 2. Moguls
- Inawashiro 2009: 2. Moguls, 10. Dual Moguls
- Deer Valley 2011: 1. Moguls, 1. Dual Moguls

### Weltcupwertungen
- Saison 2000/01: 4. Moguls-Weltcup
- Saison 2001/02: 4. Dual-Moguls-Weltcup, 6. Moguls-Weltcup
- Saison 2003/04: 5. Gesamtweltcup, 1. Moguls-Weltcup
- Saison 2004/05: 4. Gesamtweltcup, 1. Moguls-Weltcup
- Saison 2005/06: 3. Gesamtweltcup, 1. Moguls-Weltcup
- Saison 2006/07: 1. Gesamtweltcup, 1. Moguls-Weltcup, 1. Dual-Moguls-Weltcup
- Saison 2008/09: 3. Gesamtweltcup, 2. Moguls-Weltcup
- Saison 2009/10: 3. Gesamtweltcup, 1. Moguls-Weltcup
- Saison 2010/11: 2. Gesamtweltcup, 2. Moguls-Weltcup

### Weltcupsiege
Heil errang bisher 58 Podestplätze, davon 25 Siege:
| Datum             | Ort                  | Land        | Disziplin   |
| ----------------- | -------------------- | ----------- | ----------- |
| 3. März 2002      | Inawashiro           | Japan       | Moguls      |
| 19. Dezember 2003 | Madonna di Campiglio | Italien     | Moguls      |
| 17. Januar 2004   | Lake Placid          | USA         | Moguls      |
| 29. Februar 2004  | Špindlerův Mlýn      | Tschechien  | Moguls      |
| 16. Dezember 2004 | Tignes               | Frankreich  | Moguls      |
| 15. Januar 2005   | Lake Placid          | USA         | Moguls      |
| 29. Januar 2005   | Deer Valley          | USA         | Moguls      |
| 6. Februar 2005   | Inawashiro           | Japan       | Moguls      |
| 11. Februar 2005  | Naeba Ski Resort     | Japan       | Moguls      |
| 18. Dezember 2005 | Oberstdorf           | Deutschland | Moguls      |
| 28. Januar 2006   | Madonna di Campiglio | Italien     | Moguls      |
| 1. März 2006      | Jisan                | Südkorea    | Moguls      |
| 5. März 2006      | Inawashiro           | Japan       | Moguls      |
| 5. Februar 2007   | La Plagne            | Frankreich  | Moguls      |
| 6. Februar 2007   | La Plagne            | Frankreich  | Dual Moguls |
| 17. Februar 2007  | Inawashiro           | Japan       | Moguls      |
| 24. Februar 2007  | Apex                 | Kanada      | Moguls      |
| 2. März 2007      | Voss                 | Norwegen    | Moguls      |
| 3. März 2007      | Voss                 | Norwegen    | Moguls      |
| 31. Januar 2009   | Deer Valley          | USA         | Moguls      |
| 7. Februar 2009   | Cypress Mountain     | Kanada      | Moguls      |
| 8. Januar 2010    | Calgary              | Kanada      | Moguls      |
| 9. Januar 2010    | Calgary              | Kanada      | Moguls      |
| 14. Januar 2010   | Deer Valley          | USA         | Moguls      |
| 16. Januar 2010   | Deer Valley          | USA         | Moguls      |

### Weitere Erfolge
- 1 kanadischer Meistertitel (2006)